# St. Canisius (Augsburg)

Augsburg, St. Canisius

Die römisch-katholische Pfarrkirche St. Canisius befindet sich im Stadtteil Hochfeld in Augsburg. Sie wurde 1934 geweiht und 1938 zur Stadtpfarrei erhoben. Sie ist dem im 16. Jahrhundert in Augsburg wirkenden heiligen Petrus Canisius geweiht und feiert ihr Patrozinium am 27. April. Sie bildet mit der Pfarrei Zum Guten Hirten im Univiertel eine Pfarreiengemeinschaft im Dekanat Augsburg I.

## Geschichte

### Entstehungsgeschichte
Durch den rasanten Anstieg der Katholikenzahlen im Hochviertel (1928: rund 2000) entstand der Wunsch, eine eigene Kirche für das Viertel zu bauen. Bis dahin gehörte das Hochfeld in den Sprengel der Pfarrei St. Ulrich und Afra (Augsburg), dessen Stadtpfarrer Monsignore Franz Xaver Hartmann bereits 1926 eine Kirchenstiftung ins Leben gerufen hatte. Am 29. April 1928 wurde der Katholische Kirchenbauverein St. Canisius gegründet, der im Tausch mit anderen Grundstücken der Stadt Augsburg eine große Wiese zwischen dem Römerhof im Westen und der Kriegergedächtnissiedlung im Osten erwarb. 
Mit dem 1. Mai 1932 wurde die Expositur St. Canisius errichtet, am 17. Juli 1932 wurde die Notkirche mit 196 Sitzplätzen errichtet. Diese Platzzahl erwies sich bald als deutlich zu klein für die Gemeinde, sodass ein Architektenwettbewerb um den Bau der großen Canisius-Kirche ausgeschrieben wurde. Diesen gewann Fritz Kempf mit seinem Vorschlag Pro Deo, obwohl er nur den vierten Platz in Wettbewerb belegte. Jedoch regte sich dagegen Widerstand von Seiten des Bayerischen Kultusministeriums, da es dem Vorschlag an sakralem Charakter fehle. Dies liege daran, dass es unterhalb der Kirche einen profanen Raum gäbe, der von der Gemeinde als Pfarrheim benutzt werden kann. Insbesondere aber durch die Zustimmung des Bischöflichen Ordinariates zum Vorschlag Kempfs konnten die Wogen geglättet werden und der Bauplan wurde mit wenigen Änderungen umgesetzt. Die Kosten des Baus beliefen sich auf 190.000 Reichsmark. Die Umsetzung begann im Mai 1933, der Augsburger Bischof Joseph Kumpfmüller feierte am 8. Oktober desselben Jahres die Grundsteinlegung. Am 16. September 1934 konsekrierte er die Kirche und erhob sie 1938 zur Stadtpfarrei.

### Beschädigungen durch den Krieg und Wiederaufbau
St. Canisius wurde bei den verheerenden Luftangriffen auf Augsburg vom 25. auf den 26. Februar 1944 getroffen, die meisten Fenster wurden zerstört, die Apsis beschädigt. Auch zum Ende des Krieges, Anfang 1945, wurden das Hochfeld und die Kirche wiederholt von Tieffliegerangriffen heimgesucht. Nach Kriegsende wurden die Kriegsschäden repariert, jedoch war die Ausstattung sehr kahl und provisorisch.

### Umgestaltung 1961–1974
Dies änderte sich nach dem Amtsantritt von Pfarrer Klemens Sturm. Er beauftragte Künstler, besonders den Dillinger Künstler Julius Selenka, der auch das Apsismosaik gestaltete. Darüber hinaus war er für die Gestaltung der Chor- und Mittelschifffenster, des Kreuzwegs sowie des Tabernakels zuständig. Die beiden Seitenaltäre erhielten 1962/1963 aus den Händen des Künstlers Sepp Mastaller neue Schnitzfiguren der Muttergottes und des heiligen Canisius, Patron der Kirche. Nach den Beschlüssen des Zweiten Vatikanischen Konzils schuf Selenka einen Volksaltar und einen ebenfalls aus Unterfränkischem Muschelkalkstein geschaffenen Ambo.

### Innenrenovierung 1993/1994
1993 begann nach längerer Planung eine Inneninstandsetzung. So wurde die Holzdecke freigelegt und wieder farbig gefasst. Am größten war die Veränderung des Altars und des Ambos. Felix Landgraf gestaltete den vorhandenen Volksaltar um und schuf einen passenden Ambo, welche beide am 17. Juli 1994 vom emeritierten Erzbischof Josef Stimpfle geweiht wurden. Darüber hinaus wurde ein gekrümmtes Mauerstück vor der Apsis eingebaut, damit dem Tabernakel eine zentralere Bedeutung zukomme.

## Architektur
Die im Stile der Romanik gebaute Kirche ist im basilikalen Schema errichtet. Nach dem Eintritt durch das Portal befindet man sich in einer Eingangshalle, von der aus sich rechterhand die Jahreskrippe und der Aufstieg zur Orgelempore und zum Turm befinden, während sich linkerhand die Gedächtniskapelle öffnet. 
Einige Schritte weiter tritt man in die geostete Kirche mit drei Schiffen ein und steht in einem knapp 45 Meter langen und 21 Meter hohen Mittelschiff, das durch Rundbögen von den beiden Seitenschiffen abgetrennt ist. Im linken Seitenschiff befindet sich der Kreuzweg und am Ende die Theresienkapelle. Das rechte Seitenschiff beherbergt zum Ende hin die Sakristei. Der Chor ist durch Stufen und einen Rundbogen vom Kernraum abgetrennt. 
Der 36 Meter hohe und nahezu quadratische Turm mit Schallöffnungen für die Glocken und Uhren auf allen Seiten reiht sich in die Formgebung der Kirche ein. Durch den Turm wird die romanische Vorstellung von wehrfähigen Gottesburgen impliziert. Von außen gesehen gliedern große Rundbogenfenster das erhöhte Mittelschiff, die Seitenschiffe werden durch kleine Fenster gegliedert. Etwas Besonderes ist die Unterkirche, in der sich auch ein großer Saal mit Bühne befindet. Er wurde einige Jahre vom Wohlfahrtsverband genutzt, steht aber momentan (Stand Dezember 2020) leer.

## Ausstattung

### Innenausstattung
Beim Eintritt in die Kirche fällt die Apsis auf mit ihrem 40 Quadratmeter große Apsismosaik und den darüber in die Apsiskrümmung geschriebenen Worten der Engel am Throne Gottes aus Jesaja 6, 3f., in der Liturgie als Sanctus verwendet. Das Mosaik bildet mit dem Tabernakel und den Fenstern eine Einheit. So befindet sich am oberen Ende des Mosaiks die Hand Gottvaters, des Schöpfers, die Fenster zeigen links neben einem Engel den Kosmos mit dem Feuerball der Sonne, den Mond und die Sterne. Unter der Hand ist die Figur des Christus König erkennbar, der hoheitsvoll mit priesterlichem Gewand und Krone auf dem Kopf dargestellt ist. Bei genauerem Hinsehen sind die Wundmale sichtbar, deutlicher sind Blutstropfen aus der Seitenwunde Christi auf dem Tabernakel erkennbar. Durch die Wölbung in der Apsis scheint es, als ob Christus die Kirche umarme. Die Fortführung der Farben des Mosaiks (weiß/blau) sind durch die getönten Glasfenster in der ganzen Kirche erkennbar. Die dritte Person des dreifaltigen Gottes, der Heilige Geist, ist im Mosaik in Form einer Taube dargestellt. Auf dem in Blau gefassten Mauerstück, das 1994 eingebaut wurde, steht der berühmte, von Thomas von Aquin stammende Anfang des Hymnus Adoro te devote in deutscher Sprache geschrieben: GOTTHEIT TIEF VERBORGEN BETEND NAH ICH DIR. Im linken Seitenschiff befindet sich ein aus Majolika gefertigter Kreuzweg, ebenfalls von Julius Selenka gestaltet.

### Seitenaltäre
An der Marienfigur von Sepp Mastaller am Seitenaltar lauert unterhalb von Maria eine Schlange, da Maria als „neue Eva“ nicht der Versuchung durch die Schlange verfällt (vgl. Gen. 3, 17), sondern sie bändigen kann. Mit ihrer rechten Hand zeigt Maria auf ihren Sohn als Überwinder von Sünde und Tod durch sein Leiden und Auferstehen. Am Saum ihres Mantels zerren flehend Gläubige, ein Motiv Mariens als Schutzmantelmadonna. 
Der Canisiusaltar zeigt den „zweiten Apostel der Deutschen“ als Prediger und Schriftsteller durch die Attribute Katechismusbuch und Feder. Zu seinen Füßen sind – ähnlich wie beim Marienaltar – Gläubige, die aufmerksam und mit Bewunderung seinen Worten lauschen. Ursprünglich wurden die Figuren aus Holz gefertigt und erst später farblich gefasst.

### Kapellen
Bis zum Jahr 1963 wurde die heutige Gedächtniskapelle, gleich links von der Eingangshalle, als Taufkapelle genutzt. Seitdem fungiert sie als Gedächtniskapelle für die Opfer der beiden Weltkriege. Daher wurde Julius Selenka beauftragt, für die Kapelle eine Pietà, eine Darstellung, in der Maria ihren gekreuzigten Sohn im Schoß liegen hat, und einen schmiedeeisernen Kerzenleuchter zu gestalten. Die Theresienkapelle, im linken Seitenschiff gelegen, war früher die Traukapelle, sie beherbergt nun die Figur des Guten Hirten und die Osterkerzen.

### Außenausstattung

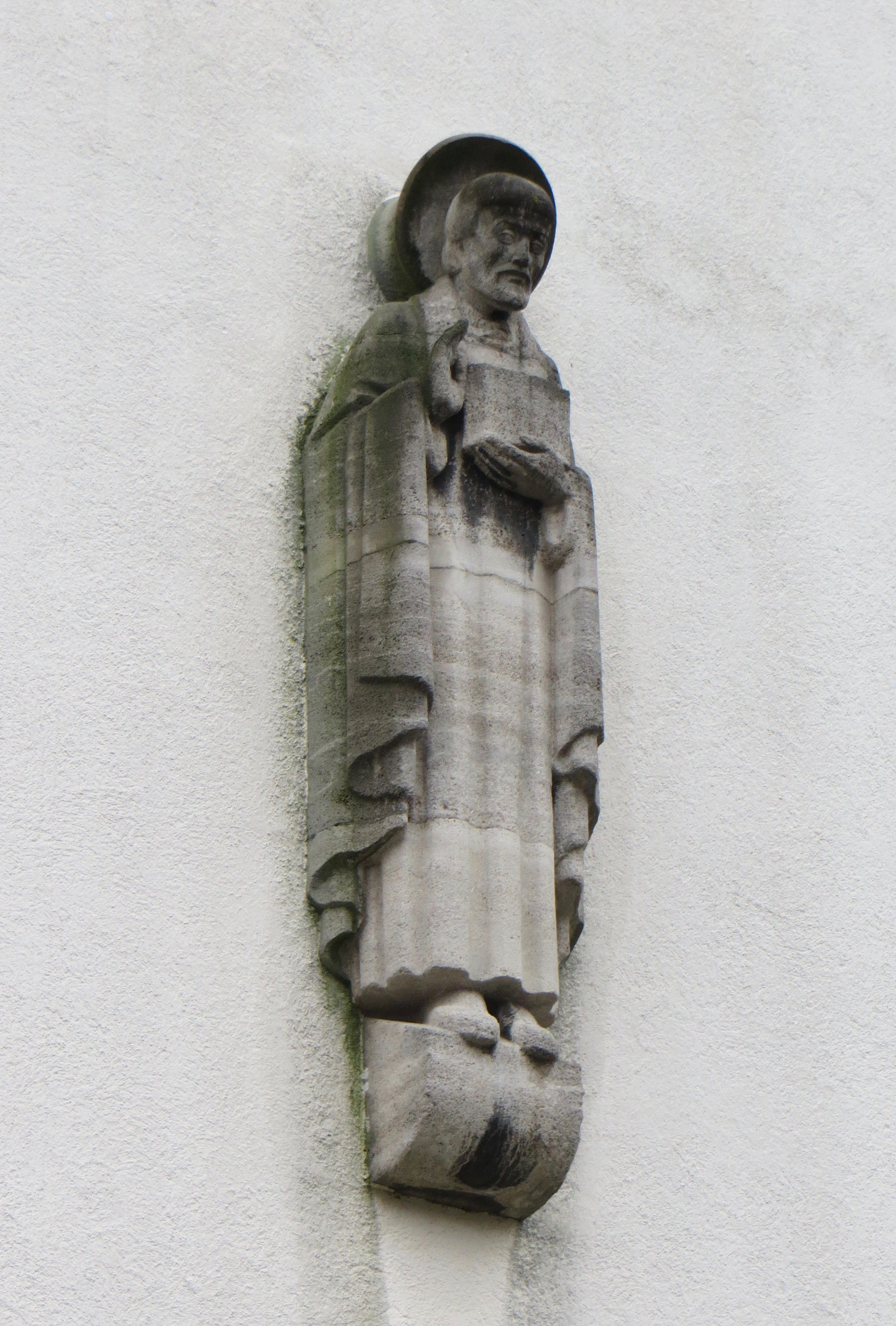
Canisiusfigur an der Außenwand der Kirche

Die Außenwand der Kirche wird durch verschiedene Figuren belebt. Der hl. Canisius, seit 1925 Kirchenlehrer, erhielt eine 3 Meter hohe Figur am unteren Teil des Turms und ist dort mit dem bekannten Attribut des Katechismus dargestellt. An der Apsisstirn befindet sich ein riesiges Kruzifix mit einer Höhe von 5,50 und einer Breite von 2,40 Metern, welches aus Ettringer Tuff gebildet ist. Die Dachflächen werden von Kupferblechen bedeckt, die durch Orkan Lothar beschädigt wurden und 2000/2001 renoviert wurden.

## Geläut
Vom ursprünglichen Geläut existiert nur noch eine Glocke: Die 1523 gegossene und 1712 umgegossene Scholastika-Glocke. Sie war ein Geschenk der Mutterpfarrei St. Ulrich und Afra. Alle anderen im Jahr 1934 gegossenen Glocken wurde im II. Weltkrieg eingeschmolzen. 1955 weihte Joseph Freundorfer neue fünf von der Passauer Firma Perner gegossene Glocken.
| Nr. | Bezeichnung      | Gussjahr              | Gießerei und Gussort                  | Masse   | Nominal |
| --- | ---------------- | --------------------- | ------------------------------------- | ------- | ------- |
| 1   | St. Ulrich       | 1955                  | Glockengießerei Rudolf Perner, Passau | 1570 kg | d1      |
| 2   | Hl. Scholastika  | 1523, 1712 umgegossen | unbekannt                             | 950 kg  | e1      |
| 3   | Hl. Muttergottes | 1955                  | Glockengießerei Rudolf Perner, Passau | 650 kg  | g1      |
| 4   | St. Canisius     | 1955                  | Glockengießerei Rudolf Perner, Passau | 460 kg  | a1      |
| 5   | Hl. Josef        | 1955                  | Glockengießerei Rudolf Perner, Passau | 330 kg  | h1      |
| 6   | Hl. Theresia     | 1955                  | Glockengießerei Rudolf Perner, Passau | 190 kg  | d2      |

## Orgel
1959 baute die Orgelbaufirma Orgelbau Sandtner die erste große Orgel mit 27 klingenden Registern, nachdem seit 1934 ein Provisorium der Firma Wetzel in der Kirche stand. Die heutige Orgel wurde 1964 von der Orgelbaufirma Offner unter Verwendung der vorhandenen Sandtner-Register geschaffen, aber mit Einbau eines Rückpositivs und eines dreimanualigen Spieltischs erweitert. Ihre Disposition lautet:
| I Hauptwerk C–g3 |       |
| Gedacktpommer    | 16′   |
| Principal        | 8′    |
| Holzflöte        | 8′    |
| Spillpfeif       | 8′    |
| Oktav            | 4′    |
| Rohrflöte        | 4′    |
| Superoktav       | 2′    |
| Mixtur           | 1 ⁄3′ |
| Trompete         | 8′    |

| II Rückpositiv C–g3 |       |
| Gedeckt             | 8′    |
| Quintade            | 8′    |
| Prästant            | 4′    |
| Spitzflöte          | 4′    |
| Blockflöte          | 2′    |
| Quinte              | 1 ⁄3′ |
| Oktävlein           | 1′    |
| Cymbel III          | 1⁄2′  |
| Rohrschalmey        | 8′    |
| Tremulant           |       |

| III Schwellwerk C–g3 |        |
| Rohrgedackt          | 8′     |
| Hohlflöte            | 8′     |
| Weidenpfeife         | 8′     |
| Principal            | 4′     |
| Nachthorn            | 4′     |
| Quinte               | 2 ⁄3′  |
| Flagolett            | 2′     |
| Terz                 | 1 3⁄5′ |
| Scharff              | 1′     |
| Silbermann-Trompete  | 8′     |
| Clarine              | 4′     |
| Tremulant            |        |

| Pedal C–f1   |         |
| Principalbaß | 16′     |
| Subbaß       | 16′     |
| Quintbaß     | 10 2⁄3′ |
| Oktavbaß     | 8′      |
| Pommer       | 4′      |
| Flötbaß      | 2′      |
| Rauschbaß    | 2 ⁄3′   |
| Cornett IV   | 4′      |
| Posaune      | 16′     |
| Trompete     | 8′      |

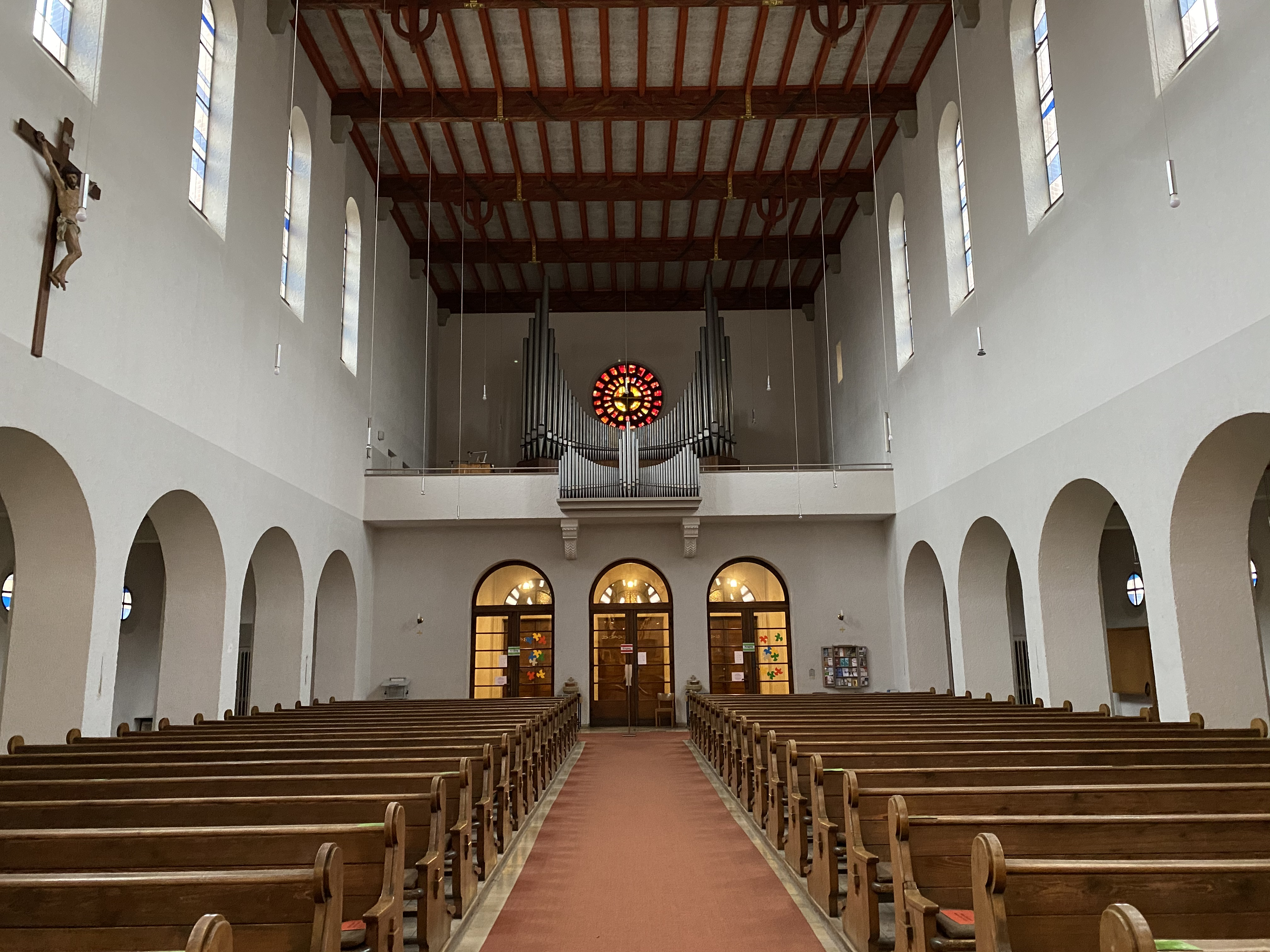
Blick zur Orgel und der Rosette

- Koppeln: II/I, III/I, III/II, I/P, II/P, III/P
- Spielhilfen: 2 freie Kombinationen, Einzelzungenabsteller, Crescendowalze